# Live In Lisbon
Live in Lisbon es un disco/video publicado del cantautor canadiense Bryan Adams.

## Lista de canciones
| N.º | Título                                        | Duración |  |
| 1.  | «Room Service»                                | 4:29     |  |
| 2.  | «Open Road»                                   | 4:06     |  |
| 3.  | «18 'Til I Die»                               | 4:01     |  |
| 4.  | «Let's Make A Night To Remember»              | 4:46     |  |
| 5.  | «Can't Stop This Thing We Started»            | 6:00     |  |
| 6.  | «Kids Wanna Rock»                             | 5:33     |  |
| 7.  | «Back To You»                                 | 5:23     |  |
| 8.  | «(Everything I Do) I Do It For You»           | 7:08     |  |
| 9.  | «Summer of '69»                               | 5:17     |  |
| 10. | «Cuts Like a Knife»                           | 7:38     |  |
| 11. | «When You're Gone»                            | 4:55     |  |
| 12. | «Not Romeo, Not Juliet»                       | 3:32     |  |
| 13. | «Heaven»                                      | 6:17     |  |
| 14. | «It's Only Love»                              | 6:20     |  |
| 15. | «The Only Thing That Looks Good On Me Is You» | 5:43     |  |
| 16. | «Cloud Number Nine»                           | 3:49     |  |
| 17. | «Run to You»                                  | 5:46     |  |
| 18. | «Best of Me»                                  | 5:59     |  |
| 19. | «Flying»                                      | 3:46     |  |
| 20. | «All For Love»                                | 3:41     |  |
| 21. | «Straight From The Heart»                     | 3:57     |  |
| 22. | «Room Service»                                | 4:49     |  |

- Datos: Q3282351